# Kate Diehn-Bitt
Kate Diehn-Bitt, née le 12 février 1900 à Schöneberg près de Berlin, morte le 23 octobre 1978 à Rostock est une peintre allemande, liée à la Nouvelle objectivité.

## Biographie
Käthe ou Kate Bitt est née dans la ville de Schöneberg. Elle est le deuxième fille d'Elsa et Fritz Bitt. Ses parents divorcent. Sa mère se remarie en 1906 avec le pharmacien et chimiste juif Leo Glaser (de) de Bad Doberan. Käthe Bitt fréquente l'école secondaire pour filles. De 1914 à 1916, Rudolf Sieger lui donne des cours de dessin. À l'âge de seize ans, elle s'installe chez ses grands-parents à Rostock et suit des cours particuliers d'histoire de l'art et de littérature.
En 1919, elle épouse le dentiste de Rostock Paul Diehn. Leur fils Jürnjakob naît en 1920. De 1923 à 1925, elle rencontre le peintre  Emil Orlik qui lui conseille d'étudier la nature et de dessiner devant le miroir. En 1929 à 1931, elle étudie à l'Académie privée des arts de Dresde, une école de peinture et de dessin fondée par Ernst Oskar Simonson-Castelli (de). Les peintres Woldemar Winkler (de) et Willy Kriegel (de), ancien élève de Kokoschka, deviennent ses professeurs. En 1931, elle retourne à Rostock, où elle installe son premier atelier en 1933.
Après l'arrivée au pouvoir des nationaux-socialistes, elle ne peut pas s'inscrire à la Chambre des beaux-arts du Reich, en raison de la judaïté de son beau-père Leo Glaser. Ce qui lui vaut une interdiction de produire et d'exposer. En 1934, ses œuvres, sélectionnées pour une exposition commune des artistes de Rostock sont rejetées par Ligue pour la culture allemande national-socialiste.
En mai 1935, elle expose tout de même avec son amie la sculptrice Hertha von Guttenberg, dans la galerie Wolfgang Gurlitt (de) à Berlin.
En 1937 et 1938, il lui est interdit d'acheter du matériel de peinture. Hans Emil Oberländer (de) et Heinrich Engel (de) lui apportent de la peinture, du papier, du carton et des stylos. Elle peint sur les deux faces des supports. Elle réalise des autoportraits, des portraits, des vues de la fenêtre de son atelier, des animaux domestiques, des plantes. En plus de ses peintures à l'huile, elle dessine au crayon, à la craie et à l'aquarelle.
Après la fin de la dictature nazie, elle participe activement au développement culturel de la RDA. En 1945, elle est cofondatrice de l'Association culturelle pour le renouveau démocratique de l'Allemagne à Rostock. Elle est présidente de la section des beaux-arts de Rostock. En 1946, elle fonde avec Margarete Scheel et le peintre Claus Kreuzberg la section des arts visuels de la FDGB.
En 1946, elle est atteinte de la typhoïde. S'ensuit une profonde crise psychologique. Lors de sa première exposition à Rostock en 1948, elle reçoit des critiques positives. Elle participe alors à plusieurs concours de peintures murales publiques, sans succès. Son travail ne correspond pas à la ligne officielle. Elle n'est pas assez tournée vers l'avenir et l'optimisme. En 1950, elle se retire de la vie publique et démissionne de ses fonctions.
À partir de 1952, elle dessine avec des crayons de couleur et des crayons d'aquarelle. Elle illustre l'Ancien Testament et l'ouvrage Joseph et ses frères de Thomas Mann, à partir de collage. Elle réalise  Journal d'enfance, avec 30 dessins aux crayons de couleur.
Elle meurt en 1978. Ses œuvres sont régulièrement montrées lors de rétrospectives. Une rétrospective présente l'ensemble de son œuvre à la Kunsthalle Rostock en 2002. D'autres expositions ont lieu régulièrement à la Kunstkaten Ahrenshoop en 2003, à la Galerie Hebecker à Weimar en 2006 et au Kunstmuseum Ahrenshoop en 2016. La majeure partie de ses œuvres est conservée par le Ahrenshoop Art Museum.
Sa production jusqu'à 1945 est liée à la Nouvelle objectivité.

## Expositions
- Galerie Gurlitt, Berlin, 1935
- Musée national de Schwerin, Schwerin, 1947, 1981
- Institut Caspar David Friedrich de l'Université de Greifswald, Greifswald, 1968
- Musée de Stralsund, Stralsund, 1968
- Kunsthalle, Rostock, 1970, 2002
- Galerie Arkade, Berlin, 1975
- Galerie am Boulevard, Rostock, 1980, 1983 et 1985
- Bad Doberan, Pavillon Rouge et Rostock, église Sainte-Marien, 2000
- Galerie Hebecker, Weimar, 2006
- KunstMuseum, Ahrenshoop, 2016
- Kate Diehn-Bitt – Nahsicht, Dahlenburg, 2018[3]
- Kate Diehn-Bitt, Kunsthalle Rostock, Rostock, 2025[4]